# Łukasz Kubot
Łukasz Kubot, född 16 maj 1982, är en polsk tennisspelare. Han har vunnit två Grand Slam-turneringar i dubbel: Australiska öppna 2014 med Robert Lindstedt och Wimbledon 2017 med Marcelo Melo. 

## Karriär
Den 8 januari 2018 nådde Kubot första platsen på ATP:s dubbelrankning.
I februari 2020 tog Kubot och Marcelo Melo deras första dubbeltitel för året då de besegrade Juan Sebastián Cabal och Robert Farah i finalen av Abierto Mexicano Telcel.